# Симеонов Костянтин Арсенович
Костянти́н Арсе́нович Симео́нов (7 (20) червня 1910 , Казнаково, Старицький район  — 3 січня 1987 , Ленінград ) — радянський диригент. Народний артист СРСР (1962). Народний артист Української РСР(1960). Лауреат Шевченківської премії (1976)

## Біографія
Родом з с. Казнаково (тепер Тверська область). По закінченні Ленінградської консерваторії працював диригентом у Ленінграді, Петрозаводську, Мінську, з 1946 у Києві. В 1957-1961 роках — головний диригент Симфонічного оркестру Українського радіо. 1961-1966 та 1975-76 роках — головний диригент Київської опери, у 1967-1975 роках — головний диригент Ленінградської опери. Серед київських постановок — опери «Хованщина» (1963) та «Катерина Ізмайлова» (1974). 1964 року диригував оперними спектаклями Большого театру у театрі Ла Скала. З 1969 викладав у Ленінградській консерваторії.